# Paramimistena polyalthiae
Paramimistena polyalthiae là một loài bọ cánh cứng trong họ Cerambycidae.